# Syryjski Kongres Narodowy

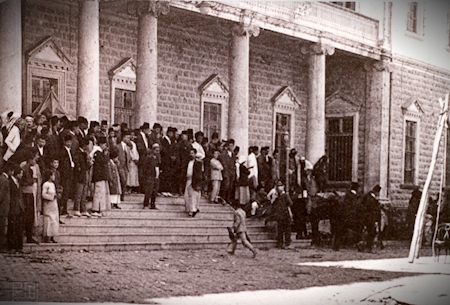
Delegaci Kongresu Narodowego na schodach budynku Klubu Arabskiego.

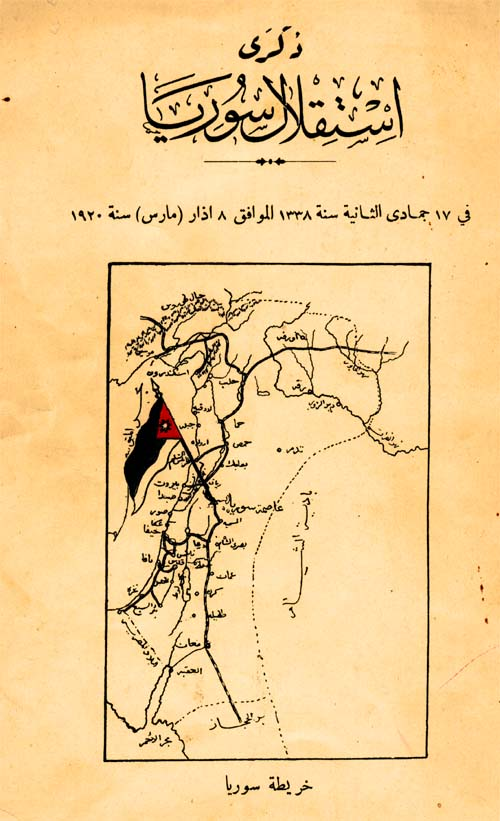
Księga Niepodległości Syrii – deklaracja niepodległości Królestwa Wielkiej Syrii.

Syryjski Kongres Narodowy (Syryjski Kongres Generalny, Kongres Pansyryjski; arab. Al-Mu'tamar as-Suri al-'Amm) – zwołany w maju 1919 w Damaszku w celu przedstawienia arabskiego punktu widzenia przed Komisją Kinga-Crane’a na temat przyszłości terytorium Wielkiej Syrii (obejmującego dzisiejszą Syrię, ale także Liban, Izrael, Palestynę i Jordanię), po wyparciu z niej Imperium Osmańskiego. Odbył się pod przewodnictwem Haszima al-Atasiego. Uważany jest za pierwsze zgromadzenie parlamentarne we współczesnej historii Syrii.
2 lipca 1919 Kongres przegłosował dziesięciopunktową rezolucję w której wyraził wolę osiągnięcia przez Syrię pełnej niezależności, i którą przedstawiono delegacji amerykańskiej przy Komisji Kinga-Crane’a. W punkcie 3. rezolucji Kongres protestował przeciwko artykułowi XXII Konwencji Ligi Narodów, obejmujących terytoria Półwyspu Arabskiego mandatami mocarstw europejskich, wskazując, że arabscy mieszkańcy Syrii mają takie samo prawo do niepodległości, co Bułgarzy, Serbowie, czy Grecy, którzy uzyskali swoje państwa. W punkcie 6. Kongres odrzucał jakiekolwiek zwierzchnictwo oraz jakąkolwiek pomoc rządu Francji. Zgodnie z tym, Komisja Kinga-Crane’a zarekomendowała zachowanie jedności Wielkiej Syrii, bez wydzielania części południowej (Palestyny) czy zachodniej strefy brzegowej (Liban). Raport komisji, nie po myśli Francji i Wielkiej Brytanii, został jednak utajniony a opublikowały go dopiero Stany Zjednoczone w 1922.
Książę Fajsal został zobligowany do zwołania Kongresu ponownie 6 marca 1920 pod wpływem demonstracji ulicznych przeciw porozumieniu Fajsal-Clemenceau. 8 marca 1920 Kongres, złożony ze 120 delegatów, w obecności księcia ogłosił niepodległość Królestwa Wielkiej Syrii, a także:
- wybrał księcia Fajsala na monarchę;
- określił ustrój jako monarchię konstytucyjną z arabskim jako językiem urzędowym i denarem syryjskim jako walutą (tymczasowo był nim funt egipski);
- wybrał Alego Ridę ar-Rikabiego na premiera i Jusufa al-Azmę na ministra obrony;
- odrzucił deklarację Balfoura
- sprzeciwił się mandatowi Wielkiej Brytanii i Francji na Półwyspie Arabskim.

Reprezentowanie przez Kongres w pełni mieszkańców terenów Wielkiej Syrii budzi kontrowersje. Źródła jordańskie twierdzą, że delegaci reprezentowali wszystkich mieszkańców całego terytorium, w tym żydów, chrześcijan i muzułmanów. Inne podają, że chrześcijanie i inne mniejszości bały się czystek, a negocjujący z Żydami byli podejrzewani o zdradę.
Stanowisko Kongresu nie zostało przyjęte przyjaźnie przez Francję i Wielką Brytanię. Nacjonaliści syryjscy i bandyci atakowali siły francuskie, szczególnie na terenach nadbrzeżnych. We Francji w wyborach parlamentarnych władzę objęła konserwatywna większość nie bardzo interesująca się sprawami Bliskiego Wschodu. Brytyjski minister spraw zagranicznych George Curzon nazwał stanowisko Kongresu nieuzasadnionym i nietolerowalnym użyciem władzy. Jednocześnie strona brytyjska, w osobach Lloyda Georga czy Allenby’ego, wskazywały na możliwość uznania Fajsala jako zwierzchnika konfederacji Syrii, Palestyny i Mezopotamii, które pozostałyby jednak pod administracją Francji i Wielkiej Brytanii.
Kongres funkcjonował jedynie do 17 lipca 1920, kiedy to Francja postawiła ultimatum królowi Fajsalowi i po bitwie pod Majsalun zajęła terytorium Syrii zgodnie z postanowieniami konferencji w San Remo.